# Daia, Sibiu
Daia, mai demult Daia Săsească, (în dialectul săsesc  Duelmen, Dôlmen, în germană Dollman, Thalheim, în trad. "Satul din Vale", în maghiară Dolmány) este un sat în comuna Roșia din județul Sibiu, Transilvania, România.

## Demografie

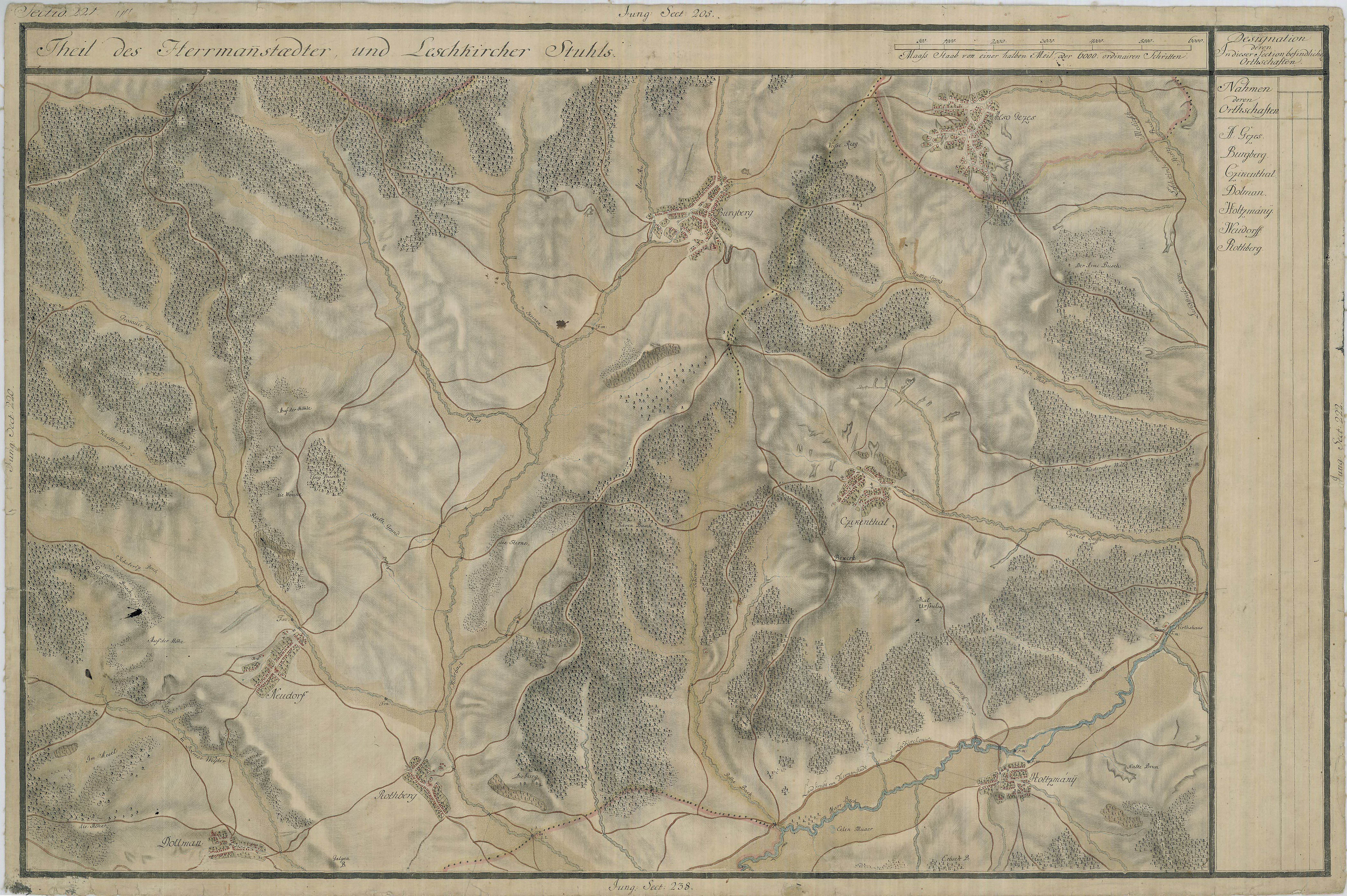
Daia pe Harta Iosefină a Transilvaniei, 1769-1773

La recensământul din 1930 au fost înregistrați 595 locuitori, dintre care 300 germani, 232 români, 61 țigani și 2 maghiari.
Sub aspect confesional, populația era alcătuită din 296 luterani, 163 ortodocși, 130 greco-catolici, 5 romano-catolici și 1 reformat-calvin.

## Personalități
- Georg Hoprich (n. 1938, Daia - d. 1969, Cisnădie), poet de limba germană.

## Monumente istorice
- Biserica Evanghelică-Luterană, fortificată, din secolul al XIII-lea (monument istoric)

## Obiectiv memorial
Parcela eroilor români din Primul Război Mondial, amplasată pe Dealul Dăii, a fost amenajată în anul 1916 și are o suprafață de 4000 mp. În această parcelă sunt două gropi comune cu 473 eroi și 6 morminte individuale, dintre care 478 eroi neidentificați și un erou identificat.

## Galerie de imagini

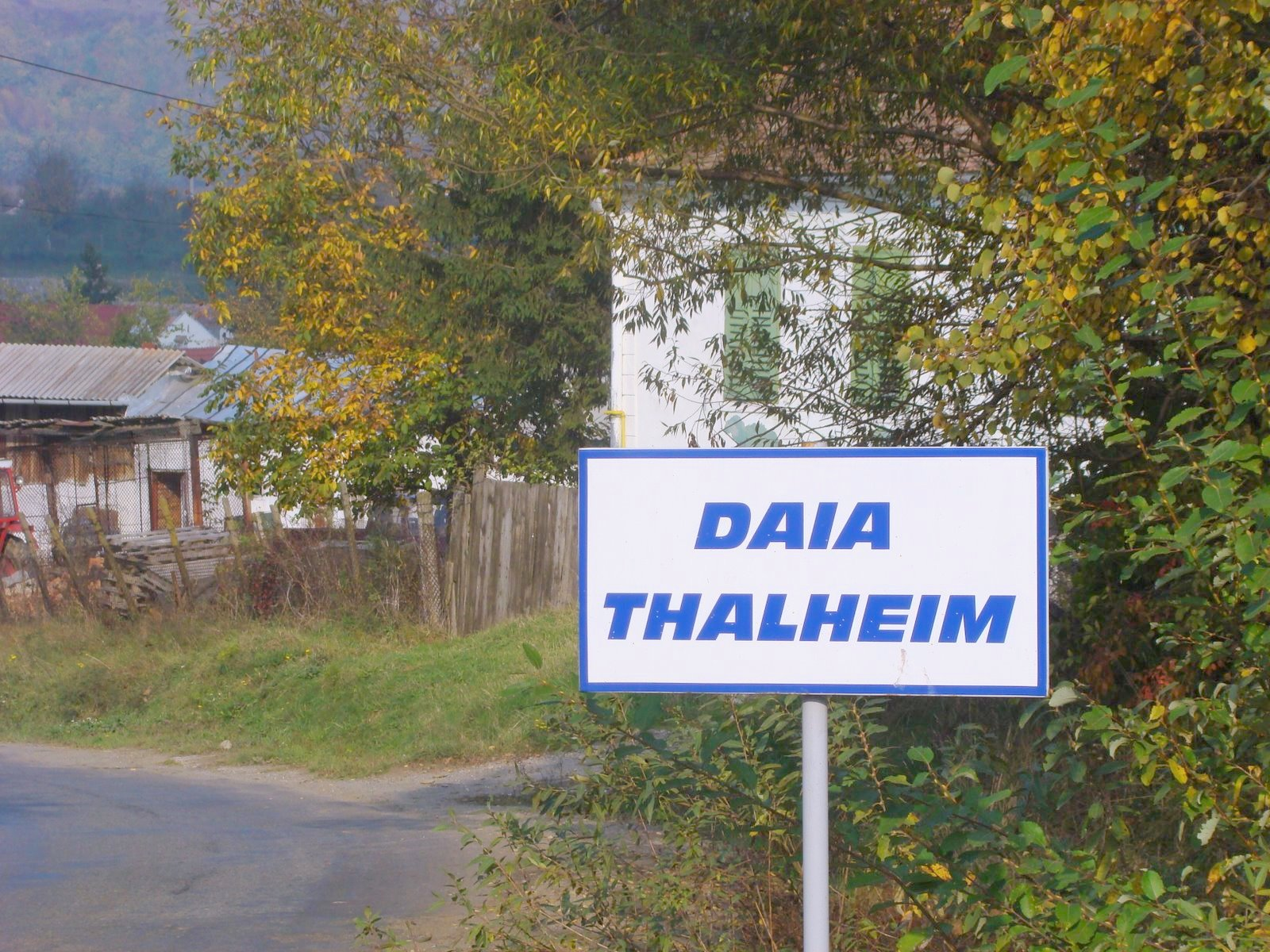
Intrarea în localitate
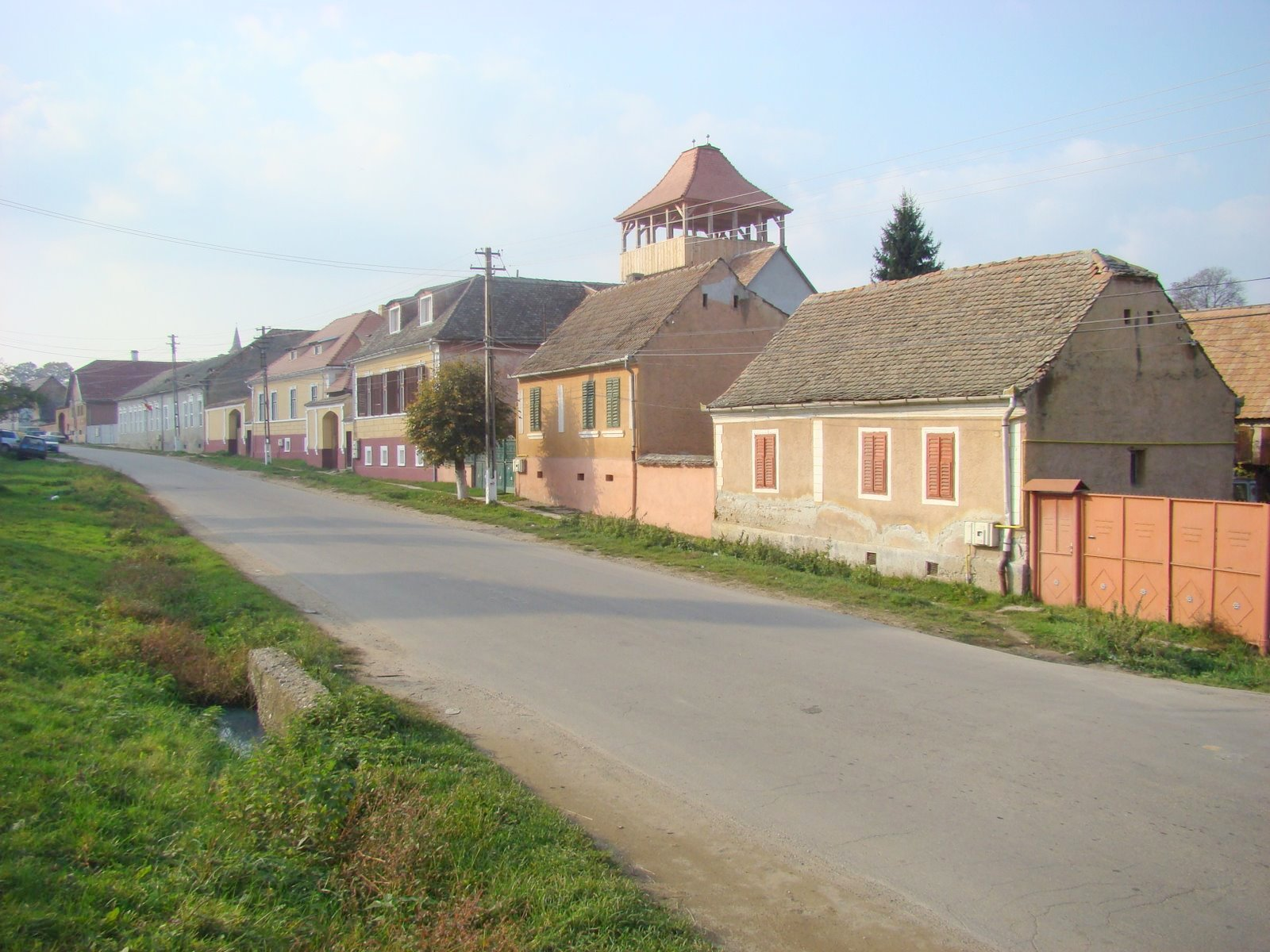
Biserica ortodoxă
Biserica greco-catolică „Sfinții Arhangheli”
Turnul bisericii evanghelice fortificate
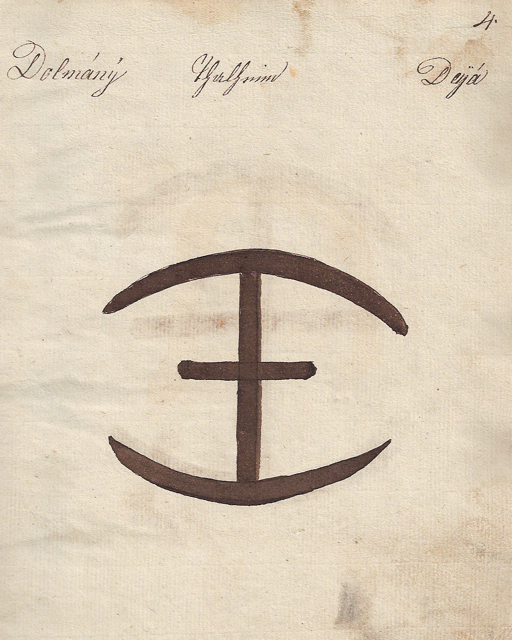
1826 - Danga pentru vitele din Daia